# Slavićka
Slavićka je naselje v mestu Banjaluka, Bosna in Hercegovina. 

## Deli naselja
Čajići, Grujići, Kneževići, Malbošići, Nišići, Pandže, Petraši, Preradi, Ritani, Rogići, Slavićka, Stakići, Tošići in Tramošljike.  

## Prebivalstvo
| Pregled števila prebivalcev po letih | Pregled števila prebivalcev po letih | Pregled števila prebivalcev po letih | Pregled števila prebivalcev po letih | Pregled števila prebivalcev po letih | Pregled števila prebivalcev po letih |
| ------------------------------------ | ------------------------------------ | ------------------------------------ | ------------------------------------ | ------------------------------------ | ------------------------------------ |
| 1948                                 | 1953                                 | 1961                                 | 1971                                 | 1981                                 | 1991                                 |
| -                                    | -                                    | 1.361                                | 1.444                                | 1.268                                | 985                                  |

| Narodna sestava prebivalstva po letih                                                                                          | Narodna sestava prebivalstva po letih                                                                                            | Narodna sestava prebivalstva po letih                                                                                       |
| --- | --- | --- |
| 1971 | 1981 | 1991 |
| . skupaj: 1.444 Srbi 1.436 (99,44 %) Hrvati 1 (0,06 %) Muslimani 0 (0,00 %) Jugoslovani 0 (0,00 %) drugi in neznano 7 (0,48 %) | . skupaj: 1.268 Srbi 1.198 (94,47 %) Hrvati 3 (0,23 %) Muslimani 1 (0,07 %) Jugoslovani 27 (2,12 %) drugi in neznano 39 (3,07 %) | . skupaj: 985 Srbi 967 (98,17 %) Hrvati 0 (0,00 %) Muslimani 0 (0,00 %) Jugoslovani 5 (0,50 %) drugi in neznano 13 (1,31 %) |